# ك. بي. أندرسن
ك. بي. أندرسن (بالدنماركية: Knud Børge Andersen) هو دبلوماسي وصحفي وسياسي دانمركي، ولد في 1 ديسمبر 1914 في الدنمارك، وتوفي في 23 مارس 1984 في نفس البلد. حزبياً، نشط في الحزب الاشتراكي الديمقراطي (الدنمارك). وقد انتخب عضو فولكتنغ ‏ وانتخب وزير الخارجية ‏ (11 أكتوبر 1971 – 19 ديسمبر 1973) وانتخب وزير الخارجية ‏ (13 فبراير 1975 – 1 يوليو 1978).

## روابط خارجية
- ك. بي. أندرسن على موقع مونزينجر (الألمانية)